# Charles Louis Alphonse Laveran
Charles Louis Alphonse Laveran (Parigi, 18 giugno 1845 – Parigi, 18 maggio 1922) è stato un medico francese, vincitore del Premio Nobel per la medicina nel 1907.

## Biografia
Nacque da Louis Théodore Laveran e Marie-Louise Anselme Guénard de la Tour. Il padre era medico militare e professore di medicina ed epidemiologia, mentre la madre era figlia di un uffiiciale dell'esercito.
Trasferitosi in Algeria nel 1878, approfondì gli studi sulla malaria. Rientrato in Francia, all'Istituto Pasteur di Parigi indagò i protozoi patogeni, scoprendo il ruolo dei plasmodi, nel 1880. Per le sue scoperte venne insignito del Premio Nobel.

## Opere
- Trattato sulle febbri palustri (1884)
- Trattato sul paludismo (1887)